# LA.LA.LA
『LA.LA.LA』（ラ・ラ・ラ）は、大黒摩季の5作目のオリジナルアルバム。1995年7月19日にB-Gram RECORDSから発売された。

## 概要
前作から8か月ぶりに発売された5枚目のアルバム（フルアルバムとしては3作目）で、大黒最大のヒットとなったシングル「ら・ら・ら」や「いちばん近くにいてね」の2曲と、「ら・ら・ら」のカップリング曲「恋はメリーゴーランド」をシングルとは別バージョンの全編日本語詞で収録している。
前作『永遠の夢に向かって』がロングヒット中であり、さらに最大のヒットであるシングル「ら・ら・ら」の収録も手伝ってか、前作に続いて初動枚数は50万枚を超え、累計枚数は前作を上回った。
2019年12月31日に配信限定で2019年版リマスタリングバージョンが配信された。

## ジャケット
ジャケットはカリフォルニアで撮影された。当時は大黒がデビューしてから最も髪が長いときであり、当時のトレードマークだったソバージュは完全にとれ、ストレートに近いロングヘアだった。

## 収録曲
| 全作詞・作曲: 大黒摩季、全編曲: 葉山たけし。 |                                                  |          |            |      |
| #                                            | タイトル                                         | 作詞     | 作曲・編曲 | 時間 |
| 1.                                           | 「Tender Rain」                                  | 大黒摩季 | 大黒摩季   | 4:55 |
| 2.                                           | 「FIRE」                                         | 大黒摩季 | 大黒摩季   | 4:26 |
| 3.                                           | 「LOVIN' YOU」                                   | 大黒摩季 | 大黒摩季   | 5:14 |
| 4.                                           | 「いちばん近くにいてね」(カーニバル・バージョン) | 大黒摩季 | 大黒摩季   | 4:52 |
| 5.                                           | 「あなたがいればそれだけでよかった」             | 大黒摩季 | 大黒摩季   | 5:19 |
| 6.                                           | 「Summer Breeze」                                | 大黒摩季 | 大黒摩季   | 4:18 |
| 7.                                           | 「恋はメリーゴーランド」(オリジナル・バージョン) | 大黒摩季 | 大黒摩季   | 4:30 |
| 8.                                           | 「太陽をつかまえに行こう」                       | 大黒摩季 | 大黒摩季   | 4:07 |
| 9.                                           | 「もう一度だけ…」                                | 大黒摩季 | 大黒摩季   | 5:09 |
| 10.                                          | 「ら・ら・ら」                                   | 大黒摩季 | 大黒摩季   | 4:24 |
| 合計時間:                                    | 合計時間:                                        | 47:14    |            |      |

## 曲解説
1. Tender Rain
曲間でセリフが入る唯一の曲。セリフの中で男性の声を演じているのは葉山たけし。
また、曲の先頭に、ノイズがあるのではと発売当時は問い合わせが多かったが、実際は意図的にレコード音のノイズをアナログ感を意識して含ませたものである。ビデオクリップが製作され、真っ白い背景に、大黒本人がサビを歌う様子が収録された。
2. FIRE
その年に起こった阪神・淡路大震災や当時世論を騒がした地下鉄サリン事件や現代教育、社会の歪みを普通に生きる女性の視点から綴る。ライブで歌うときは歌詞の「あなたを応援してます」を「みんなを応援してます」と歌詞を変えるのが恒例。ギターソロ前の掛け声についても本人は、ライブの予定がないにもかかわらずライブでの観客との掛け合いを想定して作ったと語っていた。
3. LOVIN' YOU
大黒にとって今までないレゲエ調の曲になっている。
ビデオクリップが製作され、黒人の子供達の笑顔などの風景に絡めて、大黒本人がギターを弾く様子が交互に収録されている。
4. いちばん近くにいてね（カーニバル・バージョン）
11thシングル表題曲。アルバムには「カーニバルバージョン」と記載されているが（ジャケットには一切の記載がなく、ディスクのレーベル面に印字されている）、詞の変更、テイクの変更等は見られない。
5. あなたがいればそれだけでよかった
アルバム発売時にビデオクリップが製作され、真っ暗な背景に、マイクを正面においた大黒本人がアップで歌う様子が収録された。
6. Summer Breeze
恋愛の結末を歌っている。
7. 恋はメリーゴーランド（オリジナル・バージョン）
10thシングル「ら・ら・ら」のカップリング曲。シングルでは1番が全編英語詞で、サウンド的にもブラスが全面に押し出されていたが、この曲は全日本語詞、サウンドも打ち込みを駆使している。
8. 太陽をつかまえに行こう
夏の月曜日の朝をテーマに恋愛と仕事をポジティブに生きる女性の歌。
9. もう一度だけ…
やや優柔不断な恋人に不安を覚えながらも、もう一度彼を信じてみようとする女性の心情を歌っている。
10. ら・ら・ら
10thシングル表題曲。中居正広初主演ドラマ『味いちもんめ』の主題歌となった。自身最大のヒットシングルで、本作の表題曲となっている。川島だりあらのコーラスが入っている。「ら・ら・ら」で締めたいというアルバム構成があり、そこからアルバムタイトルも「LA.LA.LA」となった[4]

## 参加ミュージシャン
- 葉山たけし - ギター, ベース, コーラス
- 渡辺直樹 - ベース
- 佐山雅弘 - ピアノ
- 富樫春生 - ピアノ
- 小野塚晃 (DIMENSION) - 電子ピアノ
- 沓野行秀 (Riding) - パーカッション
- 数原普 - トランペット
- 佐々木史郎 - トランペット
- 小林太 - トランペット
- 河東伸夫 - トランペット
- 竹上良成 - サックス
- 勝田一樹 (DIMENSION) - サックス
- 小池修 - サックス
- 中路英明 - トロンボーン
- 清岡太郎 - トロンボーン
- 近藤房之助 - コーラス
- 川島だりあ (FEEL SO BAD) - コーラス
- 生沢佑一 (TWINZER) - コーラス
- 永井"ホトケ"隆 - コーラス
- 牧穂エミ - コーラス
- 鈴木康志 - コーラス
- SHINKOKAI DREAMERS - コーラス
- B.B.IKKIES - コーラス
- 大黒摩季 - コーラス